# Restrepia falkenbergii
Restrepia falkenbergii, o Restrepia de Falkenberg, és una espècie d'orquídia epífita que es troba a Colòmbia a altituds entre 1.000-2.000 m. Les seves arrels aèries semblen pèls fins. Les seves flors són força acolorides hi predomina el color groc amb el taronja i el vermell a la part del darrere que contrasta amb les bandes de color porpra-roig.